# Bohumil Špaček
Bohumil Špaček (16. března 1911 Čáslav – 13. března 1986 Praha) byl český lékař a chirurg, který byl jedním ze zakladatelů experimentální chirurgie v Československu.

## Život
Narodil se v Čáslavi. Otec Alexander Špaček byl obchodník, matka Božena byla rozená Neumanová. V roce 1943 byl lékařem v podniku Škoda Plzeň. Od roku 1951 do roku 1972 byl ředitelem Ústavu klinické a experimentální chirurgie v Praze. Vyučoval na Univerzitě Karlově v Praze (1959). Od roku 1960 byl členem korespondentem Československé akademie věd. V letech 1972 až 1983 byl přednostou chirurgické kliniky Fakultní nemocnice Královské Vinohrady.

## Dílo
- Speciální chirurgie (1968, 1973)[pozn. 1]